# Trichogrammatoidea kayo
Trichogrammatoidea kayo är en stekelart som först beskrevs av Jean Risbec 1951.  Trichogrammatoidea kayo ingår i släktet Trichogrammatoidea och familjen hårstrimsteklar. Inga underarter finns listade i Catalogue of Life.